# Chevy Trucks 150
Das Chevy Trucks 150 war ein Autorennen der NASCAR Craftsman Truck Series, welches von 1995 bis 1998 auf dem Phoenix International Raceway in Avondale, Arizona ausgetragen wurde. Es war das erste Craftsman-Truck-Series-Rennen der Saison 1995 und damit das erste jemals ausgetragene Rennen in der Craftsman Truck Series. Mike Skinner gewann dieses erste, nur 80 Runden lange Rennen. In der Saison 1996 wurde die Renndistanz verlängert, so dass 186 Meilen zu absolvieren waren. Das entspricht etwa 300 Kilometern, daher auch der Name „Chevrolet Desert Star 300“. Im Jahre 1997 wurde die Renndistanz dann wieder verkürzt. Es waren nur noch 150 Meilen und Runden zu fahren. Ab der Saison 1999 wurde dann nur noch ein Rennen pro Saison auf dem Phoenix International Raceway gefahren, welches heute als Lucas Oil 150 bekannt ist.

## Sieger
- 1998: Ron Hornaday Jr.
- 1997: Jack Sprague
- 1996: Jack Sprague
- 1995: Mike Skinner